# Francisco I. Madero, Amatán
Francisco I. Madero är en ort i Mexiko.   Den ligger i kommunen Amatán och delstaten Chiapas, i den sydöstra delen av landet, 700 km öster om huvudstaden Mexico City. Francisco I. Madero ligger 501 meter över havet och antalet invånare är 588.
Terrängen runt Francisco I. Madero är kuperad, och sluttar norrut. Runt Francisco I. Madero är det ganska tätbefolkat, med 75 invånare per kvadratkilometer. Närmaste större samhälle är Teapa, 12,6 km norr om Francisco I. Madero. Omgivningarna runt Francisco I. Madero är en mosaik av jordbruksmark och naturlig växtlighet.